# 레이철 크로퍼드
레이철 크로퍼드(영어: Rachael Crawford, 1969년 1월 1일 ~ )는 캐나다의 배우이다.
토론토에서 태어났다.

## 출연 작품
- 알리야: 더 프린세스 오브 R&B (2014년)
- 비잉 에리카 (2008년)
- 레드 스카이 (2002년)
- 더티 픽쳐 (2000년)
- 인 히스 파더스 슈즈 (1997년)
- 캡티브 하트: 제임스 밍크 스토리 (1996년)
- 루드 (1995년) - 맥신 역
- 밤이 기울면 (1995년) - 페트라 소프트 역
- 할리퀸 - 위험한 미인 (1994년)
- 은반 위의 요정 (1990년)

### 텔레비전
- Show Me Yours (2004-05)
- Sophie (2008-09)
- 알파스 (2011-12)
- 야망의 함정 (2012)